# Отто Генні
Отто Генні (нім. Otto Hänni, 26 вересня 1911 — ?) — швейцарський футболіст, що грав на позиції захисника. Грав за клуби «Берн» і «Янг Бойз».

## Клубна кар'єра
Виступав у складі клубу Берн у вищому дивізіоні чемпіонату Швейцарії. Почав грати за команду не пізніше 1931 року. Найвищий результат, якого досягнув «Берн» в ті роки — четверте місце в лізі в 1934 і 1936 роках. Також з командою грав у півфіналі Кубка Швейцарії в 1935 і 1936 роках.
Влітку 1936 року брав участь в Кубку Мітропи. Швейцарські клуби вперше отримали запрошення виступити в турнірі, розпочинали свій шлях в кваліфікаційному раунді і всі четверо представників не змогли пройти далі. «Берн» зустрічався з італійським клубом «Торіно» і без шансів двічі програв 1:4 і 1:7.
В сезоні 1938-39 почав грати за команду «Янг Бойз». В 1941 році став з командою срібним призером чемпіонату Швейцарії. Грав у команді до сезону 1942-43.

## Статистика виступів

### Статистика виступів в чемпіонаті
Виступи у вищому дивізіоні чемпіонату Швейцарії починаючи з сезону 1933/34.
| Сезон                       | Матчі | Голи | Клуб     |
| --------------------------- | ----- | ---- | -------- |
| Чемпіонат Швейцарії 1933/34 | 26    | 0    | Берн     |
| Чемпіонат Швейцарії 1934/35 | 14    | 0    | Берн     |
| Чемпіонат Швейцарії 1935/36 | 23    | 0    | Берн     |
| Чемпіонат Швейцарії 1936/37 | 21    | 0    | Берн     |
| Чемпіонат Швейцарії 1938/39 | 12    | 0    | Янг Бойз |
| Чемпіонат Швейцарії 1939/40 | 19    | 0    | Янг Бойз |
| Чемпіонат Швейцарії 1940/41 | 22    | 0    | Янг Бойз |
| Чемпіонат Швейцарії 1941/42 | 26    | 1    | Янг Бойз |
| Чемпіонат Швейцарії 1941/42 | 7     | 0    | Янг Бойз |
| РАЗОМ                       | 170   | 1    |          |

### Статистика виступів у Кубку Мітропи
| №                      | Розіграш               | Стадія                 | Дата та місце проведення | Команда 1              | Рахунок | Команда 2 | Голи |
| ---------------------- | ---------------------- | ---------------------- | ------------------------ | ---------------------- | ------- | --------- | ---- |
| 1                      | 1936                   | кв. раунд              | 07.06.1936 Берн          | Берн                   | 1:4     | Торіно    |      |
| 2                      | 1936                   | кв. раунд              | 14.06.1936 Турин         | Торіно                 | 7:1     | Берн      |      |
| Всього в Кубку Мітропи | Всього в Кубку Мітропи | Всього в Кубку Мітропи | Всього в Кубку Мітропи   | Всього в Кубку Мітропи | 2       |           | 0    |

## Титули і досягнення
- Срібний призер чемпіонату Швейцарії (1):

«Янг Бойз»: 1940-1941
- Переможець другого дивізіону чемпіонату Швейцарії (1):

«Берн»: 1933